# VLA телескоп
Very Large Array систем радио телескопа (скраћено VLA) налази се у Новом Мексику. На овим телескопима обављена су најзначајнија снимања црних рупа, протопланетарних дискова око младих звезда и галактичког центра Млечног пута. Телескопи се налазе на надморској висини од око 2000 метара и припада Националној опсерваторији радио астрономије (NRAO). Овај систем радио телескопа назива се интерферометар.

## Основне карактеристике
VLA се састоји од 27 засебних антена. Свака антена има пречник тањира од 25 метара и тежи око 210 тона.
Антене су поређане у Y облик са три крака, а сваки крак је дугачак 21 km. Антене се могу понашати као једна антена пречника 36 km. Најмања резолуција која може да се постигне је 0.05 arcsec а снима на талаској дужини од 7 милиметара.
Телескопи се могу померати, а најчешће коришћени облици су А (највећи) D (најужи, антене су скупљене у 600 метара простора) и Y. Облик се мења на сваких 16 месеци. VLA покрива фреквенције од 74 MHz до 50 GHz (таласне дужине од 400 до 0,7 cm)
2011. године дошло је до измена на VLA. Стари инструменти замењени су новим због великог технолошког напретка у међувремену.
2012. године име телескопа је промењено у Карл Јансков VLA (Karl Jansky Very Large Array) по једном од пионира радио астрономије Карлу Јанском.

## Снимања
VLA се користи за више ствари. Служи за посматрања објеката у свемиру, укључујући радио галаксије, квазаре, пулсаре, остатке супернових, гама бљескове, звезде које емитују радио зрачење, Сунце, планете, црне рупе, међузвездани гас, као и друге галаксије. 1989. VLA је коришћен за комуникацијом са Војаџером 2 који се тада налазио код Нептуна.
Али, за разлику од тога како је представљен у филмовима као што је "Контакт", VLA не служи за СЕТИјеве потраге за животом ван Земље.